# Meghrí
Meghrí (armeni: Մեղրի), és una ciutat del sud d'Armènia i la seu de la Municipalitat de Meghrí a la província de Siunik, prop de la frontera amb Iran. En el cens de 2011 tenia 4.580 habitants.
Com a resultat de la fusió de comunitats del 2016, la municipalitat de Meghrí va ser engrandida per a incloure les viles d'Agarak, Alvank, Aygedzor, Gudemnis, Karchevan, Kuris, Lehvaz, Lichk, Nrnadzor, Shvanidzor, Tashtun, Tkhkut, Vahravar, i Vardanidzor.
Meghrí va ser fundada com Kartxavan el 906 pel rei Simbaci I d'Armènia. Més tard va rebre el nom de Meghrí, que significa ciutat de la mel en idioma armeni.
El seu clima està classificat com BSk en el sistema Köppen-Geiger.
| Dades climàtiques a Meghrí (Armènia)             | Dades climàtiques a Meghrí (Armènia) | Dades climàtiques a Meghrí (Armènia) | Dades climàtiques a Meghrí (Armènia) | Dades climàtiques a Meghrí (Armènia) | Dades climàtiques a Meghrí (Armènia) | Dades climàtiques a Meghrí (Armènia) | Dades climàtiques a Meghrí (Armènia) | Dades climàtiques a Meghrí (Armènia) | Dades climàtiques a Meghrí (Armènia) | Dades climàtiques a Meghrí (Armènia) | Dades climàtiques a Meghrí (Armènia) | Dades climàtiques a Meghrí (Armènia) | Dades climàtiques a Meghrí (Armènia) |
| Mes                                              | gen                                  | febr                                 | març                                 | abr                                  | maig                                 | juny                                 | jul                                  | ag                                   | set                                  | oct                                  | nov                                  | des                                  | anual                                |
| ------------------------------------------------ | ------------------------------------ | ------------------------------------ | ------------------------------------ | ------------------------------------ | ------------------------------------ | ------------------------------------ | ------------------------------------ | ------------------------------------ | ------------------------------------ | ------------------------------------ | ------------------------------------ | ------------------------------------ | ------------------------------------ |
| Màxima mitjana °C (°F)                           | 4.5 (40.1)                           | 6.6 (43.9)                           | 12.2 (54)                            | 18.7 (65.7)                          | 23.9 (75)                            | 28.7 (83.7)                          | 31.7 (89.1)                          | 32.0 (89.6)                          | 27.3 (81.1)                          | 20.9 (69.6)                          | 12.8 (55)                            | 6.7 (44.1)                           | 18.83 (65.91)                        |
| Mínima mitjana °C (°F)                           | −3.4 (25.9)                          | −1.8 (28.8)                          | 2.3 (36.1)                           | 7.4 (45.3)                           | 12.0 (53.6)                          | 15.9 (60.6)                          | 19.2 (66.6)                          | 18.2 (64.8)                          | 14.2 (57.6)                          | 9.1 (48.4)                           | 3.5 (38.3)                           | −1.0 (30.2)                          | 7.97 (46.35)                         |
| Precipitació mitjana mm (polzades)               | 21 (0.83)                            | 22 (0.87)                            | 30 (1.18)                            | 46 (1.81)                            | 56 (2.2)                             | 27 (1.06)                            | 9 (0.35)                             | 12 (0.47)                            | 15 (0.59)                            | 27 (1.06)                            | 26 (1.02)                            | 20 (0.79)                            | 311 (12.23)                          |
| Font: http://en.climate-data.org/location/21612/ |                                      |                                      |                                      |                                      |                                      |                                      |                                      |                                      |                                      |                                      |                                      |                                      |                                      |